# Flagey-Echézeaux
Flagey-Echézeaux és un municipi francès, situat al departament de la Costa d'Or i a la regió de Borgonya - Franc Comtat. L'any 2007 tenia 501 habitants.

## Demografia

### Població
El 2007 la població de fet de Flagey-Echézeaux era de 501 persones. Hi havia 188 famílies, de les quals 40 eren unipersonals (16 homes vivint sols i 24 dones vivint soles), 68 parelles sense fills, 76 parelles amb fills i 4 famílies monoparentals amb fills.
La població ha evolucionat segons el següent gràfic:
Habitants censats

### Habitatges
El 2007 hi havia 205 habitatges, 194 eren l'habitatge principal de la família, 4 eren segones residències i 7 estaven desocupats. 199 eren cases i 6 eren apartaments. Dels 194 habitatges principals, 169 estaven ocupats pels seus propietaris, 20 estaven llogats i ocupats pels llogaters i 5 estaven cedits a títol gratuït; 1 tenia una cambra, 8 en tenien dues, 15 en tenien tres, 53 en tenien quatre i 117 en tenien cinc o més. 177 habitatges disposaven pel capbaix d'una plaça de pàrquing. A 54 habitatges hi havia un automòbil i a 122 n'hi havia dos o més.

### Piràmide de població
La piràmide de població per edats i sexe el 2009 era:
| Homes | Edats   | Dones |
| ----- | ------- | ----- |
| 0     | 95 o +  | 0     |
| 0     | 90 a 94 | 0     |
| 4     | 85 a 89 | 4     |
| 12    | 80 a 84 | 0     |
| 0     | 75 a 79 | 8     |
| 0     | 70 a 74 | 12    |
| 16    | 65 a 69 | 12    |
| 12    | 60 a 64 | 12    |
| 4     | 55 a 59 | 4     |
| 24    | 50 a 54 | 20    |
| 16    | 45 a 49 | 32    |
| 20    | 40 a 44 | 16    |
| 36    | 35 a 39 | 12    |
| 12    | 30 a 34 | 28    |
| 8     | 25 a 29 | 16    |
| 20    | 20 a 24 | 8     |
| 28    | 15 a 19 | 12    |
| 24    | 10 a 14 | 12    |
| 12    | 5 a 9   | 28    |
| 24    | 0 a 4   | 4     |

## Economia
El 2007 la població en edat de treballar era de 312 persones, 228 eren actives i 84 eren inactives. De les 228 persones actives 222 estaven ocupades (119 homes i 103 dones) i 6 estaven aturades (2 homes i 4 dones). De les 84 persones inactives 38 estaven jubilades, 30 estaven estudiant i 16 estaven classificades com a «altres inactius».

### Ingressos
El 2009 a Flagey-Echézeaux hi havia 188 unitats fiscals que integraven 476 persones, la mediana anual d'ingressos fiscals per persona era de 22.427 €.

### Activitats econòmiques
Dels 14 establiments que hi havia el 2007, 2 eren d'empreses de fabricació d'altres productes industrials, 3 d'empreses de construcció, 2 d'empreses de comerç i reparació d'automòbils, 3 d'empreses d'hostatgeria i restauració, 2 d'empreses de serveis, 1 d'una entitat de l'administració pública i 1 d'una empresa classificada com a «altres activitats de serveis».
Dels 4 establiments de servei als particulars que hi havia el 2009, 1 era una lampisteria, 1 electricista, 1 restaurant i 1 saló de bellesa.
L'any 2000 a Flagey-Echézeaux hi havia 7 explotacions agrícoles.

## Equipaments sanitaris i escolars
El 2009 hi havia una escola elemental integrada dins d'un grup escolar amb les comunes properes formant una escola dispersa.

## Poblacions més properes
El següent diagrama mostra les poblacions més properes.